# Chemsakiella virgulata
Chemsakiella virgulata là một loài bọ cánh cứng trong họ Cerambycidae.